# Технічний опис

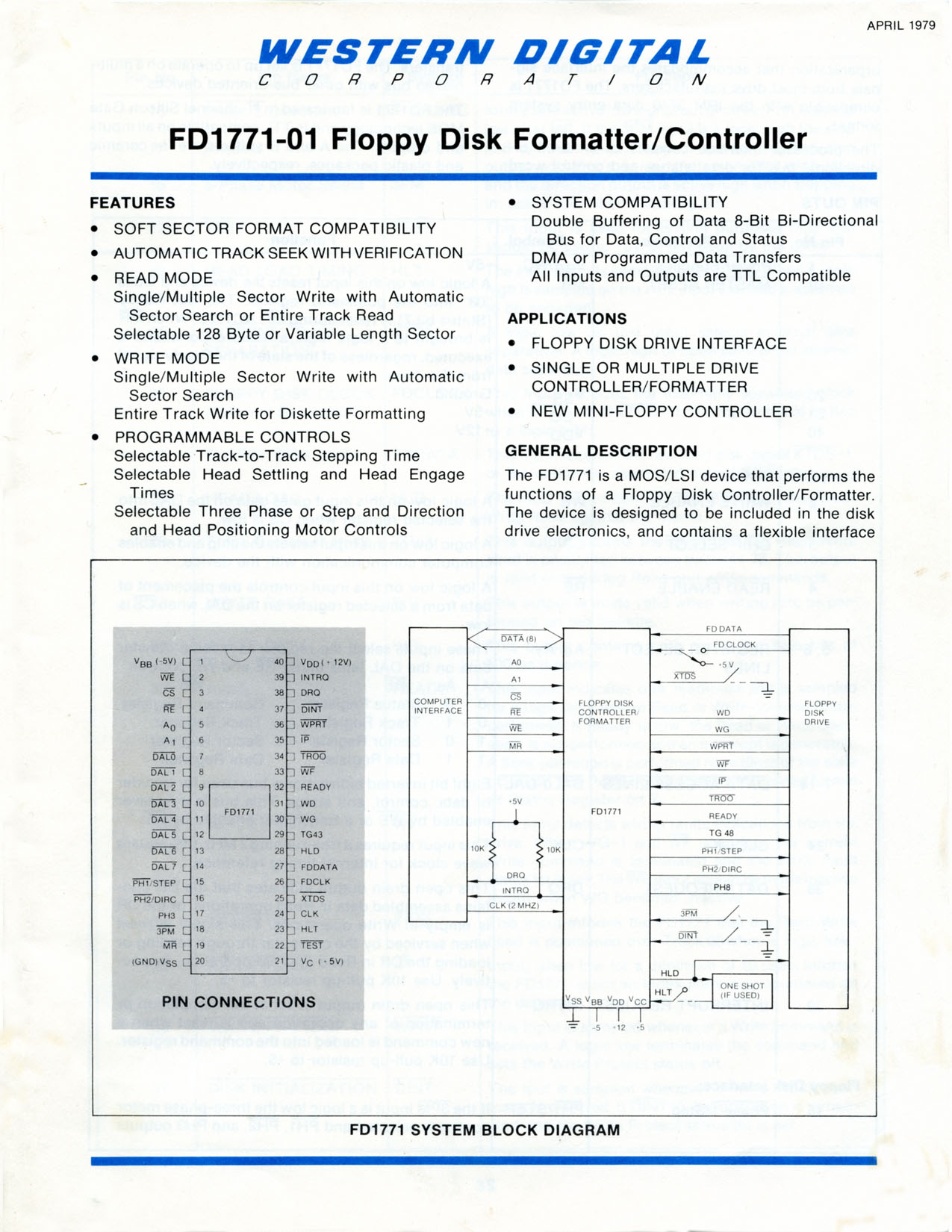
Перша сторінка даташиту на контроллер гнучкого диску FD1771.

Технічний опис, даташит (англ. Datasheet, data sheet) — документ, який підсумовує технічні характеристики продукту, матеріалу, компоненту (наприклад, електронного) чи підсистеми, що призначений для використання інженером-конструктором. Як правило, даташит створюється компанією-виробником і починається із вступної сторінки, за якою слідують списки конкретних характеристик. У випадку наявності вихідного коду, він розташовується в кінці документа або у окремому файлі.
Зазвичай даташити використовуються для опису технічних характеристик деталі чи продукту.

## Типовий склад даташиту

### Даташит на електронний компонент
Типовий даташит на електронний компонент містить наступну інформацію:
- Назва виробника
- Код та назва продукту
- Список доступних типів корпусів (з кресленнями)
- Особливі властивості компоненту
- Короткий опис функцій
- Схема підключення (розпіновка)
- Мінімальні і максимальні значення (напруга живлення, споживана потужність, вхідні струми, температура для зберігання, експлуатації, пайки тощо)
- Рекомендовані умови експлуатації
- Часова діаграма роботи
- Мінімальні/типові/максимальні розміри корпусу/виводів/контактних майданчиків тощо
- Тестова схема включення
- Рекомендації щодо застосування